# 岸本雅美
岸本 雅美（きしもと まさみ、8月29日 - ）は関西を中心に活動するDJ。兵庫県出身。相愛大学卒業。血液型はAB型。趣味はライブ、旅行、運動、読書。特技はキーボード演奏、作曲、暗算、ランニング。現在はMC企画所属。

## 出演
現在
※2021年9月現在不明
過去
- 世紀末的大阪(fm osaka/金曜26:30-29:00)
- EZM(fm osaka/金曜26:30-29:00)
- ROCK the RADIO 851(fm osaka/水曜19:00-20:55)
- 夕方交差点GENKIもって来い！(FM GENKI/木曜16:00-18:30)
- ようこそGENKIへ!(FM GENKI/金曜13:00-15:00)

その他CM、ナレーション、司会など多数出演経験あり。 

## 補足
- 「すいません」が口ぐせらしい。
- 同じくfm osakaのDJである遠藤淳に「ロックなお姉さん」と呼ばれている。